# Raffaello Funghini
Raffaello Funghini (Castiglion Fiorentino, 1º gennaio 1929 – Roma, 17 maggio 2006) è stato un arcivescovo cattolico italiano.

## Biografia
Nacque a Castiglion Fiorentino, in provincia e diocesi di Arezzo, il 1º gennaio 1929.

### Formazione e ministero sacerdotale
Compì gli studi in preparazione al sacerdozio nel seminario di Arezzo; dopo il liceo si trasferì alla Pontificia facoltà teologica dell'Italia meridionale di Posillipo, dove rimase per tre anni. Frequentò poi la Pontificia Università Gregoriana a Roma, dove seguì i corsi teologici e giuridici.
Il 13 luglio 1952 fu ordinato presbitero dal vescovo Emanuele Mignone.
Nel febbraio 1957 iniziò a lavorare presso il Tribunale della Rota Romana e conseguì il titolo di avvocato rotale. Fu segretario personale del cardinale William Theodore Heard. Diventò capo della Cancelleria, nel 1980, e prelato uditore, il 25 ottobre 1984. Al contempo ricoprì l'incarico di giudice della Corte d'appello dello Stato della Città del Vaticano.
L'11 dicembre 1999, essendo l'uditore più anziano per data di nomina, papa Giovanni Paolo II lo nominò decano della Rota Romana.
Il 20 dicembre 2003 divenne anche presidente della Corte d'appello dello Stato della Città del Vaticano.

### Ministero episcopale
Il 31 gennaio 2004, dopo aver lasciato, per raggiunti limiti di età, l'ufficio di decano a monsignor Antoni Stankiewicz, papa Giovanni Paolo II lo elevò alla dignità episcopale, assegnandogli la sede titolare di Novapietra con dignità di arcivescovo. Il 25 marzo seguente ricevette l'ordinazione episcopale, nella basilica di San Pietro in Vaticano, dal cardinale Angelo Sodano, Segretario di Stato della Santa Sede, co-consacranti Joseph Mercieca, arcivescovo metropolita di Malta, e Gualtiero Bassetti, vescovo di Arezzo-Cortona-Sansepolcro.
Morì improvvisamente il 17 maggio 2006, all'età di 77 anni, a Roma. Il 20 maggio seguente furono celebrate le esequie nella cattedrale dei Santi Pietro e Donato ad Arezzo.

## Genealogia episcopale
La genealogia episcopale è:
- Cardinale Scipione Rebiba
- Cardinale Giulio Antonio Santori
- Cardinale Girolamo Bernerio, O.P.
- Arcivescovo Galeazzo Sanvitale
- Cardinale Ludovico Ludovisi
- Cardinale Luigi Caetani
- Cardinale Ulderico Carpegna
- Cardinale Paluzzo Paluzzi Altieri degli Albertoni
- Papa Benedetto XIII
- Papa Benedetto XIV
- Papa Clemente XIII
- Cardinale Marcantonio Colonna
- Cardinale Giacinto Sigismondo Gerdil, B.
- Cardinale Giulio Maria della Somaglia
- Cardinale Carlo Odescalchi, S.I.
- Vescovo Eugène de Mazenod, O. M. I.
- Cardinale Joseph Hippolyte Guibert, O. M. I.
- Cardinale François-Marie-Benjamin Richard
- Cardinale Pietro Gasparri
- Cardinale Clemente Micara
- Cardinale Antonio Samorè
- Cardinale Angelo Sodano
- Arcivescovo Raffaello Funghini